# Dwayne Broyles
Dwayne Anthony Broyles (Canton, 10 luglio 1982) è un ex cestista statunitense, professionista in Europa.

## Palmarès
- Campionato belga: 3

Spirou Charleroi: 2008-09, 2009-10, 2010-11
- Coppa del Belgio: 1

Spirou Charleroi: 2009